# Thomas Adams (Politiker)

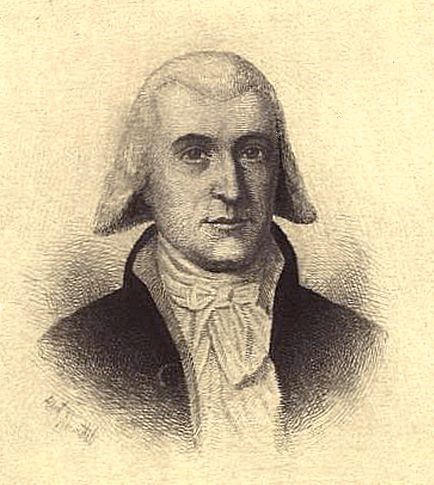
Thomas Adams, Radierung von Albert Rosenthal (1885)

Thomas Adams (* 1730 im New Kent County, Colony of Virginia; † August 1788 im Augusta County, Virginia) war ein amerikanischer Politiker und Geschäftsmann aus Virginia.

## Leben
Adams besuchte die Gemeinschaftsschulen. Anschließend war er als Clerk des Henrico County tätig. Dann reiste er 1762 nach England, wo er bis 1774 seinen Geschäften nachging. Vor Ausbruch des Unabhängigkeitskrieges kehrte er nach Amerika zurück. Er wurde Mitglied des House of Burgesses von Virginia und unterzeichnete so am 27. Mai 1774 die Articles of Association. Im selben Jahr war er auch der Vorsitzende des New Kent County Committee of Safety. Dann war er von 1778 bis 1779 Mitglied des Kontinentalkongresses, wo er die Konföderationsartikel unterzeichnete. 1780 zog er ins Augusta County. Er wurde später in den Senat von Virginia gewählt, dem er von 1783 bis 1786 angehörte.
Adams verstarb 1788 auf seinem Anwesen „Cowpasture“ im Augusta County.